# Yamamoto Gonnohyōe
Yamamoto Gonnohyōe est un nom japonais traditionnel ; le nom de famille (ou le nom d'école), Yamamoto, précède donc le prénom (ou le nom d'artiste) Gonnohyōe.
Yamamoto Gonnohyōe, 1er comte Yamamoto (山本 権兵衛) (15 octobre 1852 - 8 décembre 1933) est un homme politique et militaire japonais.

## Biographie
Il est issu d'une famille de samouraïs au service des daimyō Shimazu qui ont dirigé le domaine de Satsuma durant l'époque d'Edo. Il connaît le bombardement de Kagoshima de 1863, puis participe à la guerre de Boshin qui aboutit au renversement du shogunat Tokugawa et à la restauration de Meiji. 
Il est le seizième Premier ministre du Japon entre le 20 février 1913 et le 16 avril 1914 ainsi que le vingt-deuxième Premier ministre entre le 2 septembre 1923 et le 7 janvier 1924.
Bien qu'issu de l'oligarchie de Meiji et de la marine, il se montre dans sa carrière politique plutôt libéral et partisan de l'avènement d'une démocratie parlementaire (préparant notamment dans son deuxième gouvernement la mise en place du suffrage universel masculin). Il ne fait donc pas partie des militaires de la gunbatsu qui au contraire défendent le maintien d'un régime oligarchique et autoritaire centré sur l'empereur.
Tenu responsable de l'Incident de Toranomon lors duquel une tentative d'attentat vise l'empereur, il démissionne de son poste de premier ministre en janvier 1924.

## Distinctions

### Décorations japonaises
- Grand collier de l'ordre suprême du Chrysanthème (9 décembre 1933)
- Grand cordon de l'ordre du Soleil levant (1er avril 1906)
- Chevalier de l'Ordre du Trésor sacré (2e classe) (30 juin 1900)
- Chevalier de l'Ordre du Milan d'or (1re classe) (1er avril 1906)

### Décorations étrangères

#### Empire allemand
- Grand-croix de l'Ordre de l'Aigle rouge (21 septembre 1907)

#### France
- Grand-croix de l'Ordre de la légion d'honneur (21 septembre 1907)
- Chevalier grand-croix de l'Ordre de Saint-Michel et Saint-Georges (21 septembre 1907)